# آرک جی‌آی‌اس
آرک جی‌آی‌اس (انگلیسی: ArcGIS) یک نرم‌افزار سامانه اطلاعات جغرافیایی (GIS) برای کار با نقشه‌ها و اطلاعات جغرافیایی است که توسط شرکت ازری تولید و توسعه داده شده‌است. از این نرم‌افزار در تهیه و استفاده از نقشه، گردآوری داده‌های جغرافیایی، تحلیل اطلاعات بر مبنای نقشه، تولید و به‌اشتراک‌گذاری اطلاعات جغرافیایی، به‌کارگیری نقشه‌ها و اطلاعات جغرافیایی در دیگر نرم‌افزارها و تهیه نقشه از اطلاعات جغرافیایی در یک پایگاه داده استفاده می‌شود.